# Luis Muñoz Rivera

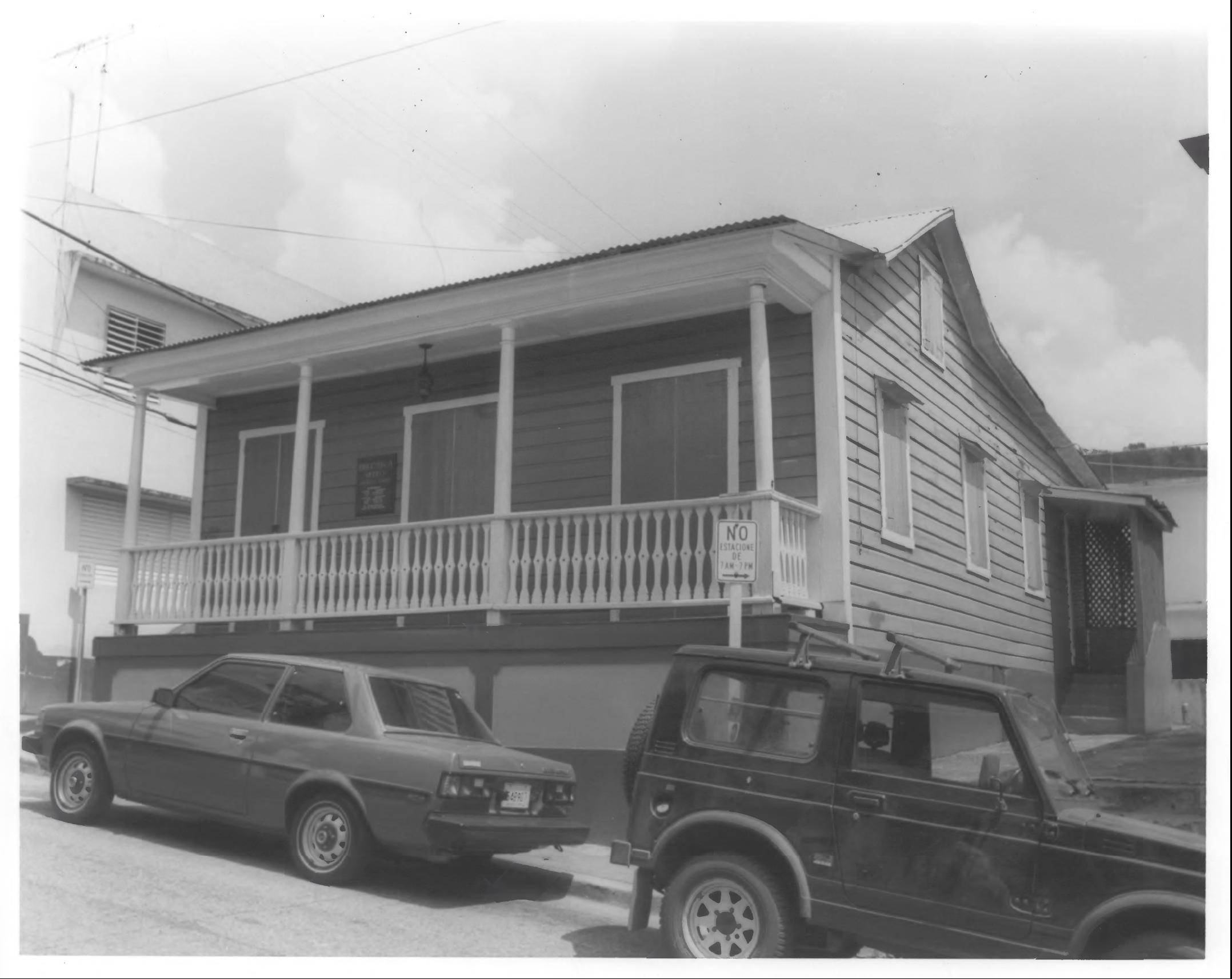
Casa de naixement de Luis Muñoz Rivera, al Registre Nacional de Llocs Historics

Luis Muñoz Rivera (Barranquitas, 17 de juliol de 1859 - Luquillo, 15 de novembre de 1916) fou un poeta, periodista i polític porto-riqueny, un dels líders en la lluita per l'autodeterminació política de Puerto Rico.
El 1887, Muñoz Rivera va participar en el nou Partit Autonomista. El 1889, va realitzar amb èxit una campanya per la posició de delegat en el districte de Caguas. Així, Muñoz Rivera va esdevenir un membre d'un grup organitzat pel partit per parlar de propostes d'autonomia amb Práxedes Mateo Sagasta, qui concediria Puerto Rico un govern autònom després de la seva elecció. El 1890 va fundar el diari «La Democracia» Va servir com a Secretari d'Estat i Cap del Gabinet d'aquest govern fins l'entrada de les tropes nord-americanes el 1898.
El 13 d'agost de 1898, el Tractat de Paris va transferir la possessió de Puerto Rico d'Espanya als Estats Units i un govern militar va ser establert. El 1899, Muñoz Rivera va dimitir la seva posició dins del gabinet i va quedar inactiu en política per algun temps. El 1909, va ser elegit com a Comissionat Resident de Puerto Rico i va participar en la creació de la llei Jones-Shafroth, proposant esmenes abans de la seva aprovació final. Poc després, Muñoz Rivera va contreure una infecció i va tornar a Puerto Rico, on va morir el 15 de novembre de 1916. El seu fill, Luis Muñoz Marín va ser el primer Governador democràticament elegit de Puerto Rico.